# Canopus in Argos
Canopus in Argos: Archives este o serie de cinci romane științifico-fantastice scrisă de către câștigătoarea premiului Nobel pentru literatură, Doris Lessing. Seria prezintă o serie de societăți în diferite etape de dezvoltare, pe o perioadă mare de timp. Accentul se pune pe evoluția accelerată a speciilor și societăților mai puțin avansate care sunt ajutate de specii (extraterestre) mult mai avansate.
Romanele au loc în același viitor, dar nu prezintă o poveste continuă. Fiecare carte se referă la evenimente care nu au legătură cu alte cărți, cu excepția romanelor Shikasta și The Sirian Experiments, care prezintă povestea unor evoluții accelerate pe Pământ prin ochii locuitorilor din sistemele Canopus și, respectiv, Sirius.

## Romane
1. Shikasta (1979) – O istorie secretă a Pământului din punctul de vedere al civilizației avansate din sistemul Canopus, rasă care măsoară timpu în eoni, mai degrabă decât în secole. Istoria se întinde de începutul vieții pe Pământ până în propriul nostru viitor. Cartea se încheie cu o relatare metaforică a procesului lui Socrate.
2. The Marriages Between Zones Three, Four and Five (1980) – descrie influența unor puteri necunoscute mai mari cu privire la interacțiunile dintre o serie de zone civilizatoare de diferite grade de avansare care înconjoară planeta Pamant.
3. The Sirian Experiments (1980) – Romanul se concentrează, ca și Shikasta asupra istoriei Pământului, dar din perspectiva unor vizitatori de pe Sirius, mai degrabă decât din Canopus. Sirienii sunt descriși ca fiind o societate extrem de avansată, dar cu conotații fasciste, care fac diferite experimente pe civilizații mai mici în timp ce încearcă să atenueze stagnarea clasei lor conducătoare. Povestea este spusă din perspectiva lui Ambien al II-lea, parte dintr-un grup de cinci conducători care stăpânesc Sirius.
4. The Making of the Representative for Planet 8 (1982) – Prezintă povestea civilizației de pe o planetă care, din cauza re-aranjamentelor interstelare se confruntă cu extincția lentă, și relația celor din Canopus cu membrii acestei civilizații. Povestea este foarte mult influențată de expediția Terra Nova a lui Robert Falcon Scott în Antarctica si este un omagiu adus lui Lessing.

1. The Sentimental Agents in the Volyen Empire (1983) – O poveste a agenților Canopeani pe o planetă mai puțin avansată; explorează pericolele retoricii și evenimentele oglindă din societățile revoluționare, cum ar fi cele din Rusia comunistă.

Toate cele cinci cărți au fost adunate într-un singur volum numit Canopus in Argos: Archives (1992, ISBN 0679741844).

## Adaptări
The Making of the Representative for Planet 8 și The Marriages Between Zones Three, Four and Five au fost adaptate pentru operă de compozitorul Philip Glass cu librete scrise de Lessing.
- The Making of the Representative for Planet 8 (1986)
- The Marriages Between Zones Three, Four and Five (1997)